# ISO 639-3
ISO 639-3:2007, Коди для представлення назв мов – Частина 3: Код альфа-3 для всебічного охоплення мов — третя частина серії міжнародних стандартів ISO 639 для кодів мов. Визначає трилітерні коди для ідентифікації мов. Стандарт видано ISO 1 лютого 2007 року.
ISO 639-3 розширює коди альфа-3 стандарту ISO 639-2 з метою охопити усі відомі природні мови. Більш об'ємне охоплення мов було здійснено на основі кодів, що використовуються у «Ethnologue». Цей довідник видається SIL International, який і став реєстраційним органом для ISO 639-3. В ISO 639-3 представлено найбільш повний реєстр мов, включаючи мертві і живі мови, стародавні, мови з писемністю і без неї. Але до нього не ввійшли реконструйовані мови, такі як праіндоєвропейська.
ISO 639-3 широко застосовується у комп'ютерних та інформаційних системах, де необхідна підтримка багатьма мовами. Також коди часто використовуються у лінгвістичній літературі замість назв мов, які можуть бути невідомими і неоднозначними.

## Коди мов
ISO 639-3 включає всі коди мов ISO 639-1 і всі окремі мови ISO 639-2. 1 і 2 частина ISO 639 були зосереджені на найбільших мовах, які представлені у світовій літературі. ISO 639-3 не є розширеною версією ISO 639-2, оскільки не містить кодів мовних груп, які є в ISO 639-2. Також ISO 639-3 використовує Т-коди, а в ISO 639-2 існують В (бібліографічні) і Т (термінологічні) коди.
Приклади:
| мова         | 639-1 | 639-2 (B/T) | Тип 639-3 | Код 639-3  |
| ------------ | ----- | ----------- | --------- | ---------- |
| Англійська   | en    | eng         | окрема    | eng        |
| Німецька     | de    | ger/deu     | окрема    | deu        |
| Арабська     | ar    | ara         | макро     | ara        |
| Арабська     | ar    | ara         | окрема    | arb + інші |
| Китайська    | zh    | chi/zho     | макро     | zho        |
| Мандаринська | zh    | chi/zho     | окрема    | cmn        |
| Кантонська   | zh    | chi/zho     | окрема    | yue        |
| Мін Нан      | zh    | chi/zho     | окрема    | nan        |

Оскільки коди складаються з трьох літер, максимальна кількість мов, яку можна представити кодами мала б складати 26 × 26 × 26 = 17576. Оскільки в ISO 639-2 визначено спеціальні коди (4), зарезервований діапазон (520) і коди тільки «B» (23), 547 кодів неможливо використати у 3 частині. Отже, максимальна кількість 17576—547=17029.

## Особливі коди
Чотири коди виокремлені в  ISO 639-2 та ISO 639-3 для випадків, коли жоден з конкретних кодів не є доречним. Вони призначені, в основному, для застосувань як бази даних, де коди ISO вимагаються незалежно від того, чи вони існують, чи ні.
- mis (незакодовані мови (uncoded languages), початково був скороченням до «різне» (miscellaneous)) призначений для використання для мов, що не (ще) включені до стандарту ISO.
- mul (кілька мов (multiple languages)) призначений для випадків, коли дані включають більше ніж одну мову та (наприклад) база даних вимагає єдиний код ISO.
- und (невизначено (undetermined)) призначений для випадків, коли мова в даних не ідентифікована, наприклад, коли написана з помилкою або ніколи не була зазначена. Не призначений для випадків як троянська мова, де неперевіреній мові було надано назву.
- zxx (без лінгвістичного вмісту / не застосовується) призначений для даних, що не є мовою взагалі, як звуки тварин.[5]

На додачу, коди 520 в діапазоні qaa—qtz є «резервовані для локального використання». Наприклад, Ребекка Беттанкур присвоює код для штучних мов, і нове присвоєння робиться за запитом. Linguist List колись використовував їх для вимерлих мов. Linguist List присвоював одному з них загальне значення: qnp, неназвана протомова. Це використовувалося для пропонованих проміжних вузлів у сімейному дереві, що не мало назв.

## Процес ведення
Таблиця кодів ISO 639-3 відкрита для змін. Для забезпечення стабільності тепершнього застосування дозволені лише наступні зміни:
- модифікація вихідної інформації для окремого запису (включаючи назви або категоризацію за типом і обсягом),
- додавання нових записів,
- вилучення записів, які є подвійними або неправильними,
- об'єднання одного або декількох записів із іншими записами
- розділення наявного запису про мову на декілька нових записів про мову.

Код, призначений мові, не змінюється, якщо не змінюється назва.
Процес внесення змін відбувається щороку. Кожен запит має мінімальний період публічного розгляду — три місяці.
Вебсайт ISO 639-3 має сторінки, що описують «межі застосування позначень» і типи мов, які пояснюють поняття меж присвоєння кодів і певні вимоги, яким вони повинні відповідати. Наприклад, штучні мови можуть мати код, але тільки якщо вони призначені для спілкування людей і мають літературний апарат, щоб запобігти запитам на реєстрацію специфічних винаходів.
Реєстраційний орган публікує на своєму вебсайті вказівки, викладені у тексті стандарту ISO 639-3, стосовно способу ведення таблиці кодів. Також він публікує процеси, які застосовуються для отримання і обробки запитів на внесення змін.
Розміщено форму для запиту на внесення змін і форму для збирання інформації щодо запропонованих доповнень. Будь-яка сторона може подавати запити на внесення змін. Після подання запиту реєстраційний орган спочатку перевіряє його повноту. Коли отримано належно заповнений запит, він вноситься у Індекс запитів на внесення змін. Також оголошення про це ставиться у список обговорення на ресурсі LINGUIST List та в інші списки, які реєстраційний орган вважатиме необхідними, щоб залучити громадськість до розгляду запропонованих змін. Власник списку або фізична особа має можливість отримувати сповіщення про запити на внесення змін для певних регіонів чи мовних сімей. Отримані коментарі вносяться для розгляду іншими сторонами. Залежно від досягнутого при обговоренні консенсусу, запит може бути відхилений або отримати «статус кандидата».
За три місяці до закінчення щорічного процесу перегляду (зазвичай у вересні) у списку обговорення на LINGUIST List та інших списках розміщується оголошення стосовно Запитів на внесення змін із статусом кандидата. Усі запити залишаються відкритими для розгляду і зауважень до закінчення щорічного процесу перегляду.
Після завершення щорічного процесу перегляду (зазвичай у січні) робляться оголошення про прийняте рішення. Запит може бути прийнято цілком або частково, змінено і перенесено наступний щорічний процес перегляду або відхилено. Зберігається публічний архів запитів разом з прийнятими рішеннями і їх обґрунтуванням.

## Критика
Лінгвісти Моурі, Пост і Фрідман вказували на різні проблеми стосовно ISO 639 і, зокрема, ISO 639-3:
- трилітерні коди є проблематичними самі по собі, бо, хоча формально вони є випадковими технічними позначеннями, часто вони походять від мнемонічних скорочень назв мов, декотрі з яких часом є принизливими. Наприклад, мові Ємса присвоєно код «jnj» від зневажливого Janejero. Ці коди можуть виглядати образливими для носіїв мови, але після призначення коди вже не змінюються.
- адміністрування стандарту є проблематичним, адже SIL є місіонерською організацією з недостатнім рівнем прозорості і звітування. Рішення про те, що відповідає вимогам для кодування, приймаються внутрішньо. Хоча запрошуються відгуки ззовні, самі рішення є непрозорими і зусилля багатьох лінгвістів по поліпшенню стандарту були відкинуті.
- Часто неможливо чітко розмежувати мови і діалекти, а діалектний континіум може бути поділений багатьма способами, але стандарт віддає перевагу одному. Натомість, такі розмежування часто ґрунтуються на соціальних і політичних факторах.
- ISO 639-3 може бути неправильно розтлумачений і застосований органами влади, які приймають рішення щодо ідентичності людей і мов.